# Ricard Plantagenet
Ricard Plantagenet KG (21 de setembre de 1411 – 30 de desembre de 1460), va ser el tercer Duc de York des del 1415 fins a la seva mort. Pertanyent a la Casa de York, una branca de la família reial dels Plantagenet, va ocupar càrrecs oficials a França durant la Guerra dels Cent Anys i després a Anglaterra, durant la bogeria d'Enric VI. Les seves disputes amb Enric VI van ser una de les principals causes de la Guerra de les Dues Roses. Tot i que no va arribar a acomplir les seves pretensions d'ocupar el tron, els seus fills, Eduard IV i Ricard III, esdevingueren reis.

## Biografia

### Infància
Va néixer el 1411, fill de Ricard de Conisburgh i Anna de Mortimer. A través del pare era l'hereu de la poderosa Casa de York, i a través de la mare descendia del rei Eduard III a través del seu segon fill Lionel d'Anvers, una línia que precedia la dels reis de la Casa Lancaster (que descendien del tercer fill). Aparentment la seva mare va morir donant a llum a Ricard.
L'agost de 1415, quan era tan sols un noi de 5 anys, el seu pare va ser executat per haver participat en el Complot de Southampton contra Enric V. El comtat de Cambridge que tenia el seu pare va ser dissolt de manera que Ricard Plantegenet no heretà ni terres ni títols del seu pare. Però l'octubre del mateix any el seu oncle patern Eduard de Norwich (segon Duc de York) va morir servint Enric V a la batalla d'Azincourt. Com que Eduard encara no tenia fills i Ricard era el familiar viu més proper, després de superar la reticència inicial Enric va permetre que heretés el ducat de York. També se li va permetre heretar a la mort del seu oncle matern Edmund Mortimer el 1425 el títol del Ducat de March (menys prestigiós, però amb més terres incorporades).

### Joventut
Com a orfe que era, la gestió de les seves terres va passar a ser responsabilitat de la corona. El tutelatge de Ricard va ser encarregat al comte de Westmoreland Raül Neville, que el 1424 va fer prometre a Ricard (de 13 anys) amb la seva filla Cecília Neville (de 9).
Quan Neville va morir l'octubre de 1425 va llegar el tutelatge a la seva vídua Joana Beaufort.
Es conserven poques dades sobre la joventut de Ricard de York. El 19 de maig de 1426 va ser nomenat cavaller a Leicester per Joan de Lancaster. L'octubre de 1429 va tenir lloc el seu matrimoni amb Cecília Neville, i el 6 de novembre del mateix any era present a la coronació d'Enric VI d'Anglaterra a l'Abadia de Westminster. Va acompanyar Enric a França, o també va ser present el 16 de desembre a Notre-Dame de París on es feu coronar com a Rei de França. Finalment, el 12 de maig de 1432, va assolir la majoria d'edat i va entrar en possessió efectiva de les seves terres.

### Campanyes a França
Ricard de York va ser destacat a França el maig de 1436. Durant la minoria d'edat d'Enric VI el Consell intentava conservar les conquestes fetes pel seu pare. Ricard s'estava dirigint amb el seu exèrcit cap a París quan la ciutat va caure en mans dels francesos, obligant-lo a desviar-se cap a Normandia. Va obtenir alguns èxits, recuperant Fécamp i conservant el País de Caux, tot mantenint l'ordre i la justícia al Ducat. El seu destacament es va prorrogar més enllà dels dotze mesos previstos, i no va tornar a Anglaterra fins al novembre de 1439. Tot i el seu relatiu bon paper a França i la seva posició destacada entre la noblesa, quan va tornar no se’l va incorporar al Consell d'Enric VI.
El 1440, quan les negociacions de pau amb França havien fracassat, Enric VI va tornar a demanar els serveis de Ricard. El va nomenar Lloctinent de França el 2 de juliol, amb extensíssims poders sobre les possessions franceses. Però el 1443, el rei va posar sota el comandament de Joan Beaufort, Duc de Somerset, un exèrcit de 8.000 homes que en un principi havien d'estar destinats com a suport per a Ricard. A més a més, els termes del nomenament de Somerset eren tan amplis que York podia semblar que quedés relegat a mer governador de la Normandia en lloc de regent de tot França. Aquest incident podia haver significat l'inici del ressentiment de Ricard contra la família Beaufort, que més tard desembocaria en la guerra civil.
La política d'Anglaterra va tornar a canviar i es va buscar una pau negociada, de manera que Ricard va dedicar la resta del temps que va passar a França a l'administració i a afers domèstics rutinaris. La duquessa Cecília el va acompanyar a Normandia, i els seus fills Eduard, Edmund i Elizabet van néixer a Rouen.

### Líder de l'oposició
El 1445, en finalitzar el terme del seu nomenament a França, Ricard ja s'identificava amb els opositors de la política d'Enric VI amb relació a la guerra. Ricard no va veure renovat el seu càrrec i la lloctinència va ser assignada a Edmund Beaufort.
Ricard va ser nomenat lloctinent d'Irlanda; una posició que l'apartava alhora de la cort a Anglaterra i de la guerra a França. El terme del nomenament era de deu anys, deixant-lo fora de concurs per qualsevol altre alt càrrec durant aquest període. Ricard va retardar la seva marxa fins al juny de 1449, i un cop allà, aviat va decidir tornar a Anglaterra al·legant manca de fons per defensar les possessions angleses. De fet, era cert que la corona li debia unes 40.000 lliures.
El 1450 les derrotes a França i els fracassos polítics dels anys anteriors van derivar en un malestar generalitzat. El gener el bisbe de Chichester va ser linxat, el maig el conseller en cap del rei va ser exiliat i assassinat, el juny les comtats de Kent i Sussex van revoltar-se i l'agost les últimes possessions continentals a Normandia es van perdre. Una onada de refugiats anglesos provinents de França va arribar a Anglaterra i els soldats anglesos que s'hi havien destacat van tornar.
Erigint-se en líder de l'oposició, Ricard de York va entrar a Londres el 27 de setembre. Després d'una reunió, probablement violenta, amb el rei Enric, va marxar de la ciutat tot reclutant descontents per a la seva causa a mesura que travessava el país. El Parlament va mostrar suport a Ricard nomenant com a portaveu el seu camerlà.
El 1452 Ricard va intentar ser nomenat hereu d'Enric VI, aleshores sense descendència. L'alternativa hauria pogut ser el seu rival Edmund Beaufort. Aplegant els seus partidaris, Ricard va marxar amb l'exèrcit fins a Londres per trobar-s'hi les portes tancades per ordre d'Enric. Essent els partidaris del rei encara molt més nombrosos, Ricard es va veure obligat a arribar un acord amb Enric, que li va fer renovar el jurament de fidelitat.

### Protector del Regne
A l'estiu de 1453, Ricard semblava haver perdut la seva lluita pel poder. Havia estat relegat dels seus càrrecs oficials, Enric perseguia tots aquells que li havien donat suport en la seva revolta, i la reina Margarida d'Anjou estava embarassada. Fins i tot la guerra contra França tornava a ser favorable als anglesos (s'havia recuperat Bordeus).
Aleshores, Enric VI va patir una crisi mental sobtada. Va deixar de parlar, de reaccionar estímuls externs, i havia de ser guiat per anar d'una habitació a una altra. Suposant que la indisposició del rei seria breu, el Consell va ocupar-se del govern del Regne. A l'octubre es va convocar un Gran Consell de tots els nobles d'Anglaterra, i tot i que Edmund Beaufort va intentar excloure'n Ricard, no va poder evitar l'assistència del Duc més important del regne. Els temors del comte de Somerset eren fonamentats, car el novembre Beaufort era empresonat a la Torre de Londres i el març, tot i l'oposició de la reina Margarida, Ricard era nomenat Protector del Regne i Conseller en Cap.
De mica en mica, la noblesa es va anar polaritzant entre els partidaris de Ricard de York o els d'Edmund Beaufort (que s'identificava amb el rei). Els antic feus entre les diferents famílies (com el que enfrontava els Percy i els Neville) es van anar identificant amb els dos bàndols enfrontats, i el país quedà dividit.

### L'enfrontament armat

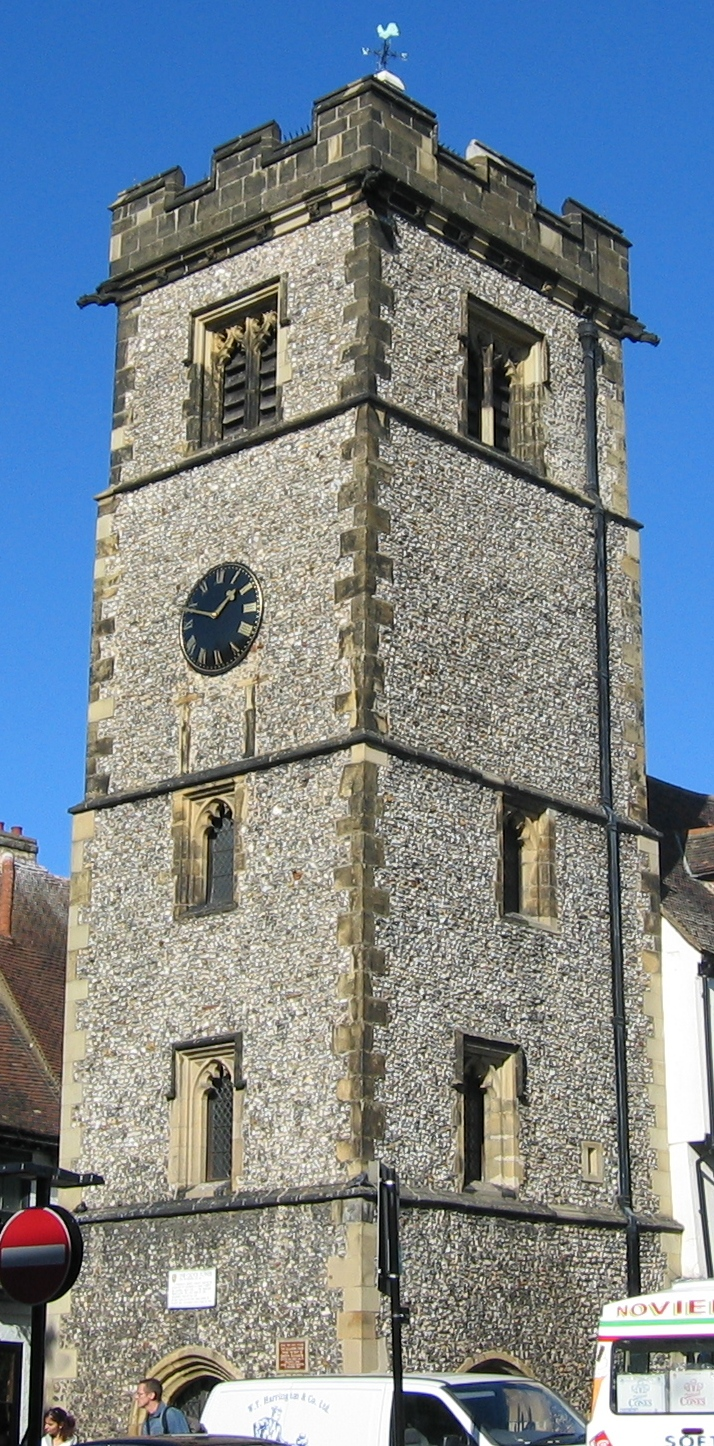
La torre del rellotge de Sant Albans, del segle XV

La recuperació d'Enric VI el gener de 1455 va canviar la situació radicalment. El rei va relegar a Ricard de tots els seus càrrecs, i va fer alliberar Somerset de la presó i li restituí la posició privilegiada. Sentint-se amenaçats, Ricard de York, Ricard de Warwick i els seus aliats van començar a reclutar el seu exèrcit. Aprofitant que Somerset es dirigia al nord per assistir a un concili, van decidir interceptar-lo la vila de Sant Albans.
Somerset no havia tingut temps de preparar un exèrcit, i va ser sorprès el 22 de maig a la Primera Batalla de Sant Albans. Haver subestimat els seus enemics li va costar la vida a ell, i als seus aliats Enric Percy (2n Baró de Northumberland) i Tomàs Clifford (8è Baró de Clifford). A més a més, Ricard i els revoltats van capturar el rei, fet que els donava una oportunitat de recuperar el poder.
El rei va tornar a Londres envoltat dels homes de York, i el 25 de maig va rebre la corona de les mans de Ricard en una demostració evident de poder. Va nomenar a York Conestable d'Anglaterra i a Warwick Capità de Calais. Enric va passar la resta de l'estiu en un estat de semi-captiveri, i el novembre es va fer públic que tornava a estar malalt. Ricard va tornar a assumir el seu càrrec de Protector del Reialme fins al febrer de 1456, en què el rei es va recuperar i Ricard va dimitir. Aparentment Enric havia acabat acceptant que Ricard i els seus aliats dirigissin el govern del regne.
En els propers anys el rei es va dedicar a intentar reconciliar els dos bàndols que s'havien enfrontat a Sant Albans, però els seus esforços no tenien èxit. A més a més, la reina Margarida anava guanyant importància a la cort i influència sobre el rei. La reina s'oposava a Ricard de York, car aquest pretenia succeir al tron en lloc del seu fill Eduard de Westmister. El Consell va anar incorporant membres de la confiança de la reina, i tot i que conservaven els seus càrrecs, York, Warwick, i els seus partidaris van anar perdent pes.

### La candidatura reial
El juny de 1459 es va convocar un gran consell a Coventry. York, els Nevilles, i d'altres senyors no hi van voler assistir tement que els nombrosos exèrcits que s'hi havien aplegat tenien el propòsit d'arrestar-los. Abans de ser acusats de traïció i declarats rebels, es van afanyar a reclutar els seus propis exèrcits.
El 12 d'octubre, les forces de York i les d'Enric VI es van tornar a enfrontar a la Batalla del Pont de Ludford. Aquest cop Ricard va ser derrotat i es va veure obligat a fugir a Irlanda, mentre que els seus aliats Warwick i Salisbury i el seu fill Eduard es refugiaren a Calais. La seva esposa Cecília i els seus fills Jordi i Ricard van ser fets presoners pels Lancastrians i empresonats a Coventry.
El Desembre de 1459, York, Warwick i Salisbury van ser declarats traïdors: serien immediatament executats si tornaven a Anglaterra, els seus hereus perdien els drets successoris, i tots els béns i terres havien estat expropiats. Ho havien perdut tot i l'única opció que els quedava per recuperar la seva posició era una invasió militar. York encara era Lloctinent d'Irlanda, i el parlament d'Irlanda li va donar suport financer i militar. Des de Calais, Warwick dominava el Canal de la Mànega proporcionant als rebels un domini naval quasi absolut.
El 26 de juny de 1460 Warwick i Salisbury van desembarcar a Sandwich, i el 2 de juliol Londres els obria les portes. El 9 de setembre York va arribar a Anglaterra des d'Irlanda i per primer cop va decidir declarar-se rei: va marxar sota l'estendard del seu avantpassat Lionel d'Anvers (a través del qual reclamava el tron) i quan s'acostava a Londres va desplegar les l'ensenya reial d'Anglaterra. Quan arribà a la ciutat, Warwick ja havia derrotat els reialistes a la Batalla de Northamoton i tenia a Enric VI presoner.
Ricard de York va prendre residència al palau reial, i va entrar al Parlament espasa en mà reclamant el tron d'Anglaterra basant-se en el fet que la seva línia, descendent de Lionel d'Anvers, precedia la de la Casa de Lancaster a través de Joan de Gant. Però la seva proclama va trobar escàs suport fins i tot entre els seus partidaris: l'objectiu dels revoltats era recuperar el control del rei, no substituir-lo. Després de setmanes de dures negociacions tot el que Ricard va aconseguir que ell i els seus fills fossin declarats hereus del rei Enric VI (en detriment del seu fill Eduard de Westminster), i ser nomenat de nou Protector del Regne. Amb el rei a la seva custòdia, York i Warwick tornaven a ser de facto els únics governants d'Anglaterra.
Mentrestant els Lancastrians s'estava reagrupant i Margarida d'Anjou intentava obtenir el suport del rei d'Escòcia. Ricard i Salisbury van marxar de Londres amb el seu exèrcit per enfrontar-s'hi. Van arribar al castell de Sandal el 21 de desembre de 1460, on es trobaren un panorama cada cop més advers. Els partidaris d'Enric controlaven la ciutat de York i el Castell de Pontefract.
El 30 de desembre les forces de York va sortir del Castell de Sandal, probablement per proveir-se, i van ser interceptats per un exèrcit més nombrós dels Lancasters. A la subseqüent batalla de Wakefield Ricard de York i el seu fill Edmund van ser morts, i Salisbury va ser capturat i fou executat l'endemà. El cap de tots tres foren clavats en piques i penjats sobre les portes de la ciutat de York. Sobre el cap de Ricard hi van posar una corona de paper.

## Família

### Avantpassats
| Ricard Plantagenet, 3r duc de York | Pare: Ricard de Conisburgh, 3r comte de Cambridge | Avi patern: Edmund de Langley, 1r duc de York | Besavi patern: Eduard III d'Anglaterra            |
| Ricard Plantagenet, 3r duc de York | Pare: Ricard de Conisburgh, 3r comte de Cambridge | Avi patern: Edmund de Langley, 1r duc de York | Besàvia paterna: Felipa d'Hainaut                 |
| Ricard Plantagenet, 3r duc de York | Pare: Ricard de Conisburgh, 3r comte de Cambridge | Àvia paterna: Isabel de Castella              | Besavi patern: Pere I de Castella                 |
| Ricard Plantagenet, 3r duc de York | Pare: Ricard de Conisburgh, 3r comte de Cambridge | Àvia paterna: Isabel de Castella              | Besàvia paterna: Maria de Padilla                 |
| Ricard Plantagenet, 3r duc de York | Mare: Anna de Mortimer                            | Avi matern: Roger Mortimer, 4t comte de March | Besavi matern: Edmund Mortimer, 3r comte de March |
| Ricard Plantagenet, 3r duc de York | Mare: Anna de Mortimer                            | Avi matern: Roger Mortimer, 4t comte de March | Besàvia Materna: Felipa Plantagenet               |
| Ricard Plantagenet, 3r duc de York | Mare: Anna de Mortimer                            | Àvia materna: Elionor Holland                 | Besavi matern: Tomàs Holland                      |
| Ricard Plantagenet, 3r duc de York | Mare: Anna de Mortimer                            | Àvia materna: Elionor Holland                 | Besàvia materna: Alice FitzAlan                   |

### Núpcies i descendència
Els fills de Ricard Plantagenet amb la seva esposa Cecília Neville foren:
- Joan de York (1438-1438)
- Anna de York (10 d'agost de 1439 – 14 de gener de 1476), esposa d'Enric Holland, 3r Duc d'Exeter.
- Enric de York (1441-?), morí jove.
- Eduard de York (28 d'abril de 1442 – 9 d'abril de 1483), esdevindria Eduard IV d'Anglaterra.
- Edmund de York (17 de maig 1443 – 31 de desembre de 1460), comte de Rutland, moriria a la batalla de Wakefield.
- Elisabet de York (22 d'abril de 1444 – després de gener de 1503)), esposa de Joan de la Pole, 2n Duc de Suffolk.
- Margarida of York (3 de maig de 1446 – 23 de novembre de 1503). Casada amb Carles I de Borgonya "el Temerari"
- Guillem de York (1447-?), morí jove.
- Joan de York (1448-?), morí jove.
- Jordi de York (21 d'octubre de 1449 – 18 de febrer de 1478), Duc de Clarence, moriria executat per conspirar contra el seu germà Eduard IV.
- Tomàs de York (1451-?), morí jove.
- Ricard de York (2 d'octubre de 1452 – 22 d'agost de 1485), esdevindria Ricard III d'Anglaterra.
- Úrsula de York (22 de juliol de 1455-?), morí jove.